# A better day
『A better day』（ア・ベター・デイ）はRyuのアルバム。

## 内容
13曲中6曲が池田大介のストリングスアレンジでTAMA MUSIC Stringsによる演奏。bouncy records在籍最後のオリジナル・アルバム。「秘密（비밀）」は韓国ドラマ「夏の香り」サウンドトラックに提供した曲のセルフカバー。

## 批評
CDジャーナルは「透き通るような美しい歌声が、まるで天使の踊りのように盤上から響き渡っていく」と評した。

## 収録曲
1. 流星
作詞：佐々木美和・Seo, Dong Sung　作曲・編曲：Yoon, Young Jun（ストリングスアレンジ：池田大介）
2. Let me get your love
作詞：佐々木美和・Ryu　作曲・編曲Yoon, Young Jun（ストリングスアレンジ：池田大介）
3. 17月のカレンダー
作詞：佐々木美和・Ryu　作曲：Ryu　編曲：Seo, Jae Ha
4. Dream Lover
作詞・作曲・編曲：Yoon, Young Jun（訳詞：佐々木美和　ストリングスアレンジ：池田大介）
5. イルミネーション
作詞：佐々木美和・Ryu　作曲：Ryu　編曲：Seo, Jae Ha（ストリングスアレンジ：池田大介）
6. 秘密（비밀） (韓国語)
作詞・作曲：Ryu　編曲：増崎孝司
7. My memory（アカペラバージョン）
作詞：Ryu　作曲：Park, Jenog Won　編曲：Ryu
8. Snow Lake
作詞：佐々木美和　作曲：Ryu・Seo, Jae Ha　編曲：Seo, Jae Ha（ストリングスアレンジ：池田大介）
9. Believe
作詞：Double S・佐々木美和　作曲：Ryu　編曲：Seo, Jae Ha
10. Never Mind
作詞・作曲：Ryu（訳詞：佐々木美和）　編曲：Han, Jae Won
11. 聞こえない告白
作詞：Ryu（訳詞：佐々木美和）　作曲・編曲：Yoon, Young Jun（ストリングスアレンジ：Park, In Young）
12. nobody knows
作詞・作曲：Ryu（訳詞：佐々木美和）　編曲：増崎孝司
13. 国際結婚（Delicious Mambo Mix）
作詞：佐々木美和・Ryu 作曲：Ryu 編曲：Yoon, Young Jun（ストリングスアレンジ：池田大介）

## レコーディング参加
- 増崎孝司（DIMENSION） - ギター
- 八木のぶお - ハーモニカ
- 新津健二 - ベース
- 小島良喜 - ピアノ
- 寺地秀行 - シンセサイザー
- 小野塚晃（DIMENSION） - ピアノ
- 青木智仁 - ベース
- TAMA MUSIC Strings - ストリングスセクション
- 青山純 - ドラム
- 寺島良一 - ギター
- バカボン鈴木 - ベース
- 鶴谷智生 - ドラム